# Supercoppa spagnola 2019 (pallacanestro maschile)
La Supercoppa spagnola 2019  è la 16ª Supercoppa spagnola di pallacanestro maschile, organizzata dalla ACB e la 20ª edizione in generale. È anche chiamata Supercoppa Endesa per motivi di sponsorizzazione.
Sarà disputata il 21 e il 22 settembre 2019 presso il WiZink Center di Madrid tra i seguenti quattro club:
- Fuenlabrada, squadra ospitante
- Real Madrid, campione di Spagna 2018-19
- Barcellona, vincitore della Copa del Rey 2019
- Valencia, vincitore dell'Eurocup 2018-2019

## Sorteggio
Le semifinai sono state sorteggiate il 2 settembre 2019, in cui il Real Madrid e il Barcelona Lassa erano teste di serie, dati i lori stati di vicintori di Liga ACB e Copa del Rey.

## Tabellone
|  | Semifinali | Semifinali  | Semifinali  |             |            | Finale     | Finale | Finale |  |
|  |            |             |             |             |            |            |        |        |  |
|  | 3          | Barcellona  | 71          |             |            |            |        |        |  |
|  | 3          | Barcellona  | 71          |             |            |            |        |        |  |
|  | 4          | Valencia    | 65          |             |            |            |        |        |  |
|  | 4          | Valencia    | 65          |             | Barcellona | Barcellona | 79     |        |  |
|  |            |             |             |             | Barcellona | Barcellona | 79     |        |  |
|  |            |             | Real Madrid | Real Madrid | 89         |            |        |        |  |
|  | 1          | Real Madrid | Real Madrid | Real Madrid | 89         | 116        |        |        |  |
|  | 1          | Real Madrid |             |             |            |            |        |        |  |
|  | 2          | Fuenlabrada | 61          |             |            |            |        |        |  |

## Semifinali
| Arbitri: | Daniel Hierrezuelo Carlos Cortés Raúl Zamorano |

| |            | |
| Higgins 15 | Punti      | 17 Marinković |
| Pangos 5 | Assist     | 5 Vives |
| Mirotić, Tomić 5 | Rimbalzi   | 6 Dubljević |
| 3 Pangos• 22 Higgins• 30 Claver• 33 Mirotić• 44 Tomić 0 Davies• 8 Hanga• 10 Šmits• 14 Pustovyj• 18 Oriola• 23 Delaney• 24 Kuric | Formazioni | 6 Abalde• 9 Van Rossom• 12 Motum• 14 Dubljević• 30 Sastre 2 Marinković• 3 Loyd• 7 Labeyrie• 10 Tobey• 16 Vives• 19 San Emeterio• 42 Doornekamp |
| Svetislav Pešić | Allenatori | Jaume Ponsarnau |

| Arbitri: | Carlos Peruga Fernando Calatrava Jordi Aliaga |

| |            | |
| Carroll 18 | Punti      | 11 Bobrov |
| Campazzo 9 | Assist     | 5 Rowland |
| Tavares 10 | Rimbalzi   | 12 Mockevičius |
| 3 Randolph• 7 Campazzo• 20 Carroll• 22 Tavares• 44 Taylor 1 Causeur• 5 Fernández• 8 Laprovíttola• 9 Reyes• 14 Deck• 23 Llull• 25 Mickey | Formazioni | 0 Rowland• 3 Anderson• 21 Gillet• 31 Eyenga• 55 Mockevičius 4 Bobrov• 7 Bellas• 9 Alonso• 12 Ehigiator• 27 García• 33 Sikiraš• 34 Liggins |
| Pablo Laso | Allenatori | Jota Cuspinera |

## Finale
| Arbitri: | Daniel Hierrezuelo Carlos Peruga Fernando Calatrava |

| |            | |
| Campazzo 16 | Punti      | 23 Davies |
| Campazzo 5 | Assist     | 5 Pangos |
| Mickey 7 | Rimbalzi   | 6 Mirotić |
| 3 Randolph• 7 Campazzo• 20 Carroll• 22 Tavares• 44 Taylor 1 Causeur• 5 Fernández• 8 Laprovíttola• 9 Reyes• 14 Deck• 23 Llull• 25 Mickey | Formazioni | 0 Davies• 3 Pangos• 22 Higgins• 30 Claver• 33 Mirotić 8 Hanga• 10 Šmits• 14 Pustovyj• 18 Oriola• 23 Delaney• 24 Kuric• 44 Tomić |
| Pablo Laso | Allenatori | Svetislav Pešić |